# میر مصطفی جوادی
میر مصطفی جوادی (زادهٔ ۲ تیر ۱۳۷۹ در قزوین) وزنه‌بردار اهل ایران است. وی در مسابقات قهرمانی وزنه‌برداری جهان ۲۰۲۱ برندهٔ مدال نقره شده است. همچنین در مسابقات قهرمانی جهان سال ۲۰۲۳ در ریاض عربستان سعودی، در یازدهم سپتامبر مصادف بیستم شهریور ماه سال ۱۴۰۲ در یک رقابت نزدیک با دو حریف چینی، یعنی تیان تائوی معروف که اوت شد و لی دایین که رکورد دو ضرب ۲۱۶ کیلو را در مسابقات پیشین در چنته داشت، با مهار وزنه ۱۶۹ کیلو در یک ضرب و ۲۱۵ کیلو در دو ضرب، موفق به کسب مدال طلای دوضرب و مجموع شد. این رکوردها هر کدام ده کیلوگرم از آخرین رکورد او بالاتر بودند.
میر مصطفی جوادی ۲ تیر ۱۳۷۹ در قزوین به دنیا آمد. 

## نتایج
| سال                    | مکان                | وزن            | یک‌ضرب (کیلوگرم) | یک‌ضرب (کیلوگرم) | یک‌ضرب (کیلوگرم) | یک‌ضرب (کیلوگرم) | دوضرب (کیلوگرم) | دوضرب (کیلوگرم) | دوضرب (کیلوگرم) | دوضرب (کیلوگرم) | مجموع          | رتبه           |
| سال                    | مکان                | وزن            | ۱               | ۲               | ۳               | رتبه            | ۱               | ۲               | ۳               | رتبه            | مجموع          | رتبه           |
| بازی‌های المپیک         | بازی‌های المپیک      | بازی‌های المپیک | بازی‌های المپیک  | بازی‌های المپیک  | بازی‌های المپیک  | بازی‌های المپیک  | بازی‌های المپیک  | بازی‌های المپیک  | بازی‌های المپیک  | بازی‌های المپیک  | بازی‌های المپیک | بازی‌های المپیک |
| ---------------------- | ------------------- | -------------- | --------------- | --------------- | --------------- | --------------- | --------------- | --------------- | --------------- | --------------- | -------------- | -------------- |
| ۲۰۲۴                   | پاریس، فرانسه       | ۸۹ کیلوگرم     | ۱۶۴             | ۱۶۸             | 171             | ۶               | ۲۰۴             | 217             | 217             | ۵               | ۳۷۲            | ۵              |
| قهرمانی جهان           |                     |                |                 |                 |                 |                 |                 |                 |                 |                 |                |                |
| ۲۰۲۱                   | تاشکند، ازبکستان    | ۸۱ کیلوگرم     | ۱۵۵             | ۱۵۹             | ۱۶۳             | 3               | ۱۹۳             | ۱۹۸             | ۲۰۴             | 2               | ۳۶۷            | 2              |
| ۲۰۲۲                   | بوگوتا، کلمبیا      | ۸۱ کیلوگرم     | ۱۵۵             | 161             | 162             | ۸               | 196             | 197             | 198             | —               | —              | —              |
| ۲۰۲۳                   | ریاض، عربستان سعودی | ۸۹ کیلوگرم     | 161             | ۱۶۲             | ۱۶۹             | ۶               | ۲۰۷             | ۲۱۲             | ۲۱۵             | 1               | ۳۸۴            | 1              |
| بازی‌های آسیایی         |                     |                |                 |                 |                 |                 |                 |                 |                 |                 |                |                |
| 2023                   | هانگژو، چین         | 96 kg          | 161             | ۱۶۱             | 168             | ۱۱              | ۲۰۲             | 212             | 214             | ۸               | ۳۶۳            | ۹              |
| قهرمانی آسیا           |                     |                |                 |                 |                 |                 |                 |                 |                 |                 |                |                |
| ۲۰۱۹                   | نانگبو، چین         | ۸۱ کیلوگرم     | ۱۴۳             | ۱۵۰             | ۱۵۴             | ۶               | ۱۸۲             | 194             | 195             | ۶               | ۳۳۶            | ۶              |
| ۲۰۲۱                   | تاشکند، ازبکستان    | ۷۳ کیلوگرم     | ۱۴۶             | 151             | ۱۵۱             | 3               | ۱۸۳             | 187             | 187             | ۵               | ۳۳۴            | ۵              |
| ۲۰۲۳                   | جینگجو، کره جنوبی   | ۸۹ کیلوگرم     | ۱۵۴             | ۱۵۹             | 163             | ۸               | ۱۹۷             | ۲۰۵             | 211             | 3               | ۳۶۴            | 3              |
| IWF World Cup          |                     |                |                 |                 |                 |                 |                 |                 |                 |                 |                |                |
| ۲۰۲۴                   | فوکت، تایلند        | 89 kg          | ۱۶۰             | --              | --              | ۱۶              | 206             | --              | --              | --              | --             | --             |
| بازی‌های همبستگی اسلامی |                     |                |                 |                 |                 |                 |                 |                 |                 |                 |                |                |
| ۲۰۲۲                   | قونیه، ترکیه        | ۸۱ کیلوگرم     | ۱۵۶             | ۱۶۳             | 165             | 2               | ۱۹۴             | ۲۰۱             | -               | 1               | ۳۶۴            | 1              |